# Biagio Quilici
Biagio Quilici (Lucca, la Toscana, 1774 - idem. 1861) fou un compositor italià.
Es dedicà especialment a la ensenyança del piano i de l'harmonia en el seminari de la seva vila nadiua, del que en fou professor.
Va compondre diverses obres, entre elles una missa a 4 veus i diversos instruments.
Era germà del també compositor Domenico (1759-1831).

## Biografia
- Enciclopèdia Espasa volum nº. 48, pàg. 1220. (ISBN 84-239-4548-0)